# Львівська початкова школа «Первоцвіт»
Початкова школа «Первоцвіт» Львівської міської ради — навчальний заклад для дітей 1—4 класів, розташований у Сихівському районі міста Львова.

## Історія
До 4 жовтня 1996 року початкова школа входила до складу львівської ЗОШ № 96 МЖК-1. Створення школи припали на часи становлення незалежності України. Криза економіки спричинила закриття багатьох підприємств, дошкільні установи закривалися через відсутність дітей і неспроможність їх утримання. Багато приміщень, які не були задіяні, продавалися з аукціону. З метою зберегти освітні приміщення директором львівської ЗОШ № 96 МЖК-1 Іваном Рудницьким було прийнято рішення відокремити початкову школу від львівської ЗОШ № 96, яка на той час працювала у дві повні зміни. Відтоді початкова школа стала окремим загальноосвітнім закладом під назвою «Первоцвіт». Директором новоствореної школи став Орест Рачкевич, від 2021 року школу очолює Мельник Христина Іванівна, а заступником з навчально-виховної роботи є Анна Рудницька.
По закінченню педагогічних училищ до школи прийшло працювати чимало молодих учителів. Нині у школі навчають дітей 39 учителів, з них 24 — спеціалісти вищої кваліфікаційної категорії. 

## Діяльність
Школа, крім забезпечення загального розвитку дитини, вмінь впевнено читати, писати, знань основ арифметики, первинних навичок користування книжкою та іншими джерелами інформації, формування загальних уявлень про навколишній світ, засвоєння норм загальнолюдської, християнської моралі, основ гігієни, вироблення перших трудових навичок, створює умови для загального естетичного та фізичного розвитку учнів 1—4 класів.
У 2006 році на базі школи офіційно відкрито Музей українського народознавства, зареєстрований у Львівському обласному центрі краєзнавства, екскурсій і туризму учнівської молоді.
Успішно діють вокальний ансамбль «Берегиня», танцювальний гурток, спортивні гуртки та секції, у т. ч. — секція шотокан карате-до.
Крім предметів державного компоненту, школярі вивчають з першого класу: народознавство, англійську мову, хореографію, християнську етику, також існує можливість поглибленого вивчення англійської мови.
Школа учасник розробки програми з українського народознавства для учнів 1-8 класів (автор — доктор історичних наук, директор Інституту народознавства НАН України С. П. Павлюк) та апробації навчальної літератури з українського народознавства на рівні науково-методичного центру середньої освіти МОН України.
Школа надає додаткові платні освітні послуги за бажанням батьків: англійська мова, логіка.